# Femminiello

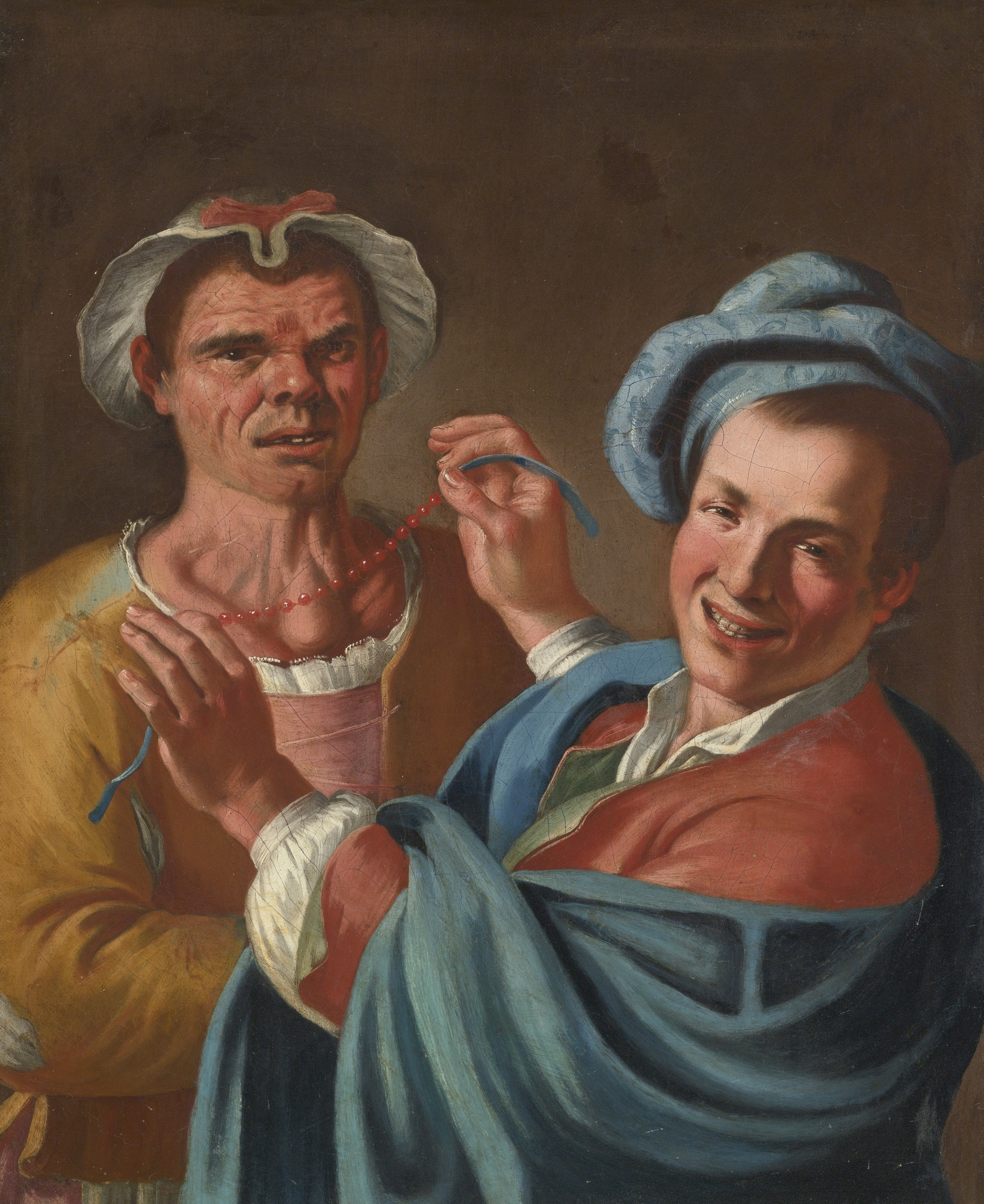
Giuseppe Bonito, Il femminiello

Femminielli o femmenielli (singular femminiello, comparar con el italiano estándar femmina, 'una mujer', -ello, sufijo diminutivo masculino) es un término utilizado para referirse a una población de personas que encarnan un tercer rol de género en la cultura tradicional napolitana y, en menor medida, en el resto del sur de Italia. Puede ser difícil definir este término dentro de las nociones occidentales modernas de " hombres gay " versus " mujeres trans ", ya que ambas categorías se superponen hasta cierto punto en el caso de femminielli (ver Tercer género). Este término no es despectivo y no conlleva un estigma; al contrario tradicionalmente se creía que los femminielli traían suerte. Irónicamente, Achille della Ragione sugiere que encuestas recientes han demostrado que los napolitanos tienen una visión generalmente negativa de lo que él llama "el modelo políticamente correcto de la homosexualidad de una sociedad hipócrita y benefactora" (refiriéndose a la cultura gay occidental predominante), pero lo contrapone a los femminielli como gozando de una actitud favorable por parte de una parte de la sociedad napolitana.

## Análisis de género
Es reductor tratar de encasillar el femminiello napolitano dentro de la macrocategoría de transgénero que se suele adoptar en contextos anglosajones y norteamericanos. “La identidad alternativa de femminielli es posible a partir de un cuerpo transformado, disfrazado y transfigurado, fenómeno complejo que podría considerarse 'endémico', y está peculiarmente ligado al territorio y la población de la ciudad”. El femminiello, en cambio, podría considerarse como una expresión de género peculiar, sin perjuicio del binarismo sexual generalizado. Las raíces culturales en las que está incrustado este fenómeno confieren al femminiello un estatus cultural e incluso socialmente legítimo. Para las coordenadas históricas y simbólicas de Nápoles, la construcción de identidad del femminiello no es definible entre los grupos transgénero europeos y eurocéntricos más comunes.
A finales de la década de 2000, muchos escándalos sexuales sacudieron Italia, estando involucrados en los mismos políticos de alto perfil (por ejemplo, el expresidente de Lazio, Piero Marrazzo) y trabajadoras sexuales transgénero, a menudo de ascendencia latinoamericana, a las que generalmente se hacía referencia como transessuali (abreviado como trans ) en los medios italianos. En 2009 el término femminiello ganó una cierta notoriedad en los medios de comunicación italianos después de que un femminiello nativo de Nápoles, parte de la Camorra, Ketty Gabriele fuera detenido. Gabriele se había dedicado a la prostitución antes de convertirse en capo. Los medios italianos se han referido a Gabriele tanto como un femminiello como también como transessuale o trans.
Sin embargo, otros sostienen que los femminielli son decididamente masculinos a pesar de su rol de género femenino, diciendo que "son hombres, lo saben y todos los demás lo saben". Achille della Ragione ha escrito sobre los aspectos sociales de femminielli. "[El femminiello] suele ser el hijo varón más joven, 'el pequeño mimado de la madre'... es útil, hace las tareas del hogar, hace mandados y cuida a los niños".
Zito y Eugenio proponen en su estudio que los femminielli "parecen confirmar, en el campo de la identidad de género, la idea posmoderna de modulación continua entre lo masculino y lo femenino frente a su dicotomía".
Se puede observar una cierta incompatibilidad entre las nociones de femminiello y personas transgénero (a menudo nacidas en el extranjero), por ejemplo, un titular de noticias que dice Rivolta ai quartieri Spagnoli: i femminielli cacciano le trans ("Revuelta en el Quartieri Spagnoli: femminielli expulsan a los transexuales.")

## Historia

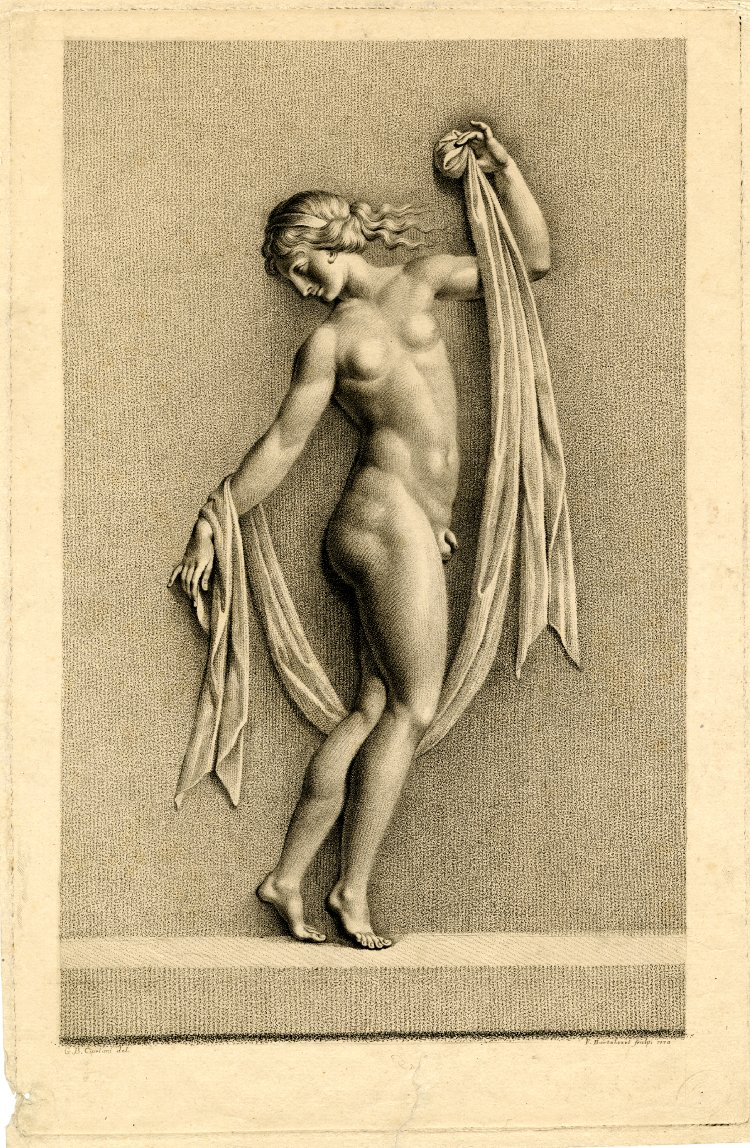
Hermafrodito, hijo de Hermes y Afrodita

Las constantes referencias en muchas fuentes a los antiguos rituales detrás de la presencia del femminiello en Nápoles requieren poco comentario. Los vínculos con la mitología griega antigua son numerosos: por ejemplo, Hermafrodito, que poseía la belleza de la madre, Afrodita, y la fuerza del padre, Hermes; o Tiresias, el profeta ciego de Tebas, famoso por ser transformado en mujer durante siete años. Se presume que ambos personajes y, de hecho, otros en muchas culturas del mundo poseen algo que otros no tienen: el sabio equilibrio que proviene de conocer ambos mundos, masculino y femenino.

### Ceremonia
Una ceremonia llamada matrimonio dei femminielli tiene lugar en Torre Annunziata el lunes de Pascua, un desfile de femminielli vestidos con trajes de novia y acompañados por un "marido" recorre las calles en carruajes tirados por caballos.

### Tradición
El femminiello en Campania disfruta de una posición relativamente privilegiada gracias a su participación en algunos eventos tradicionales, como la Candelora al Santuario di Montevergine (Candelaria en el Santuario de Montevergine) en Avellino o el Tammurriata, una danza tradicional que se realiza en la fiesta de Madonna dell'Arco en Sant'Anastasia.
Generalmente los femminielli se consideran portadores de buena suerte. Por esta razón, es popular en los barrios que un femminiello cargue a un bebé recién nacido o participe en juegos como el bingo. Sobre todo la Tómbola o Tombolata dei femminielli, un juego popular que se realiza todos los años el 2 de febrero, como parte final de la Candelaria en el Santuario de Montevergine.

## Teatro
En una producción teatral llamada La Gatta Cenerentola (La gata Cenicienta), de Roberto De Simone, femmenielli interpretan los papeles de varios personajes importantes. Entre las escenas principales a este respecto se encuentran el rosario dei femmenielli e il suicidio del femminiella.